# Uroplatus ebenaui
Uroplatus ebenaui là một loài thằn lằn trong họ Gekkonidae. Loài này được Boettger mô tả khoa học đầu tiên năm 1879.

## Hình ảnh

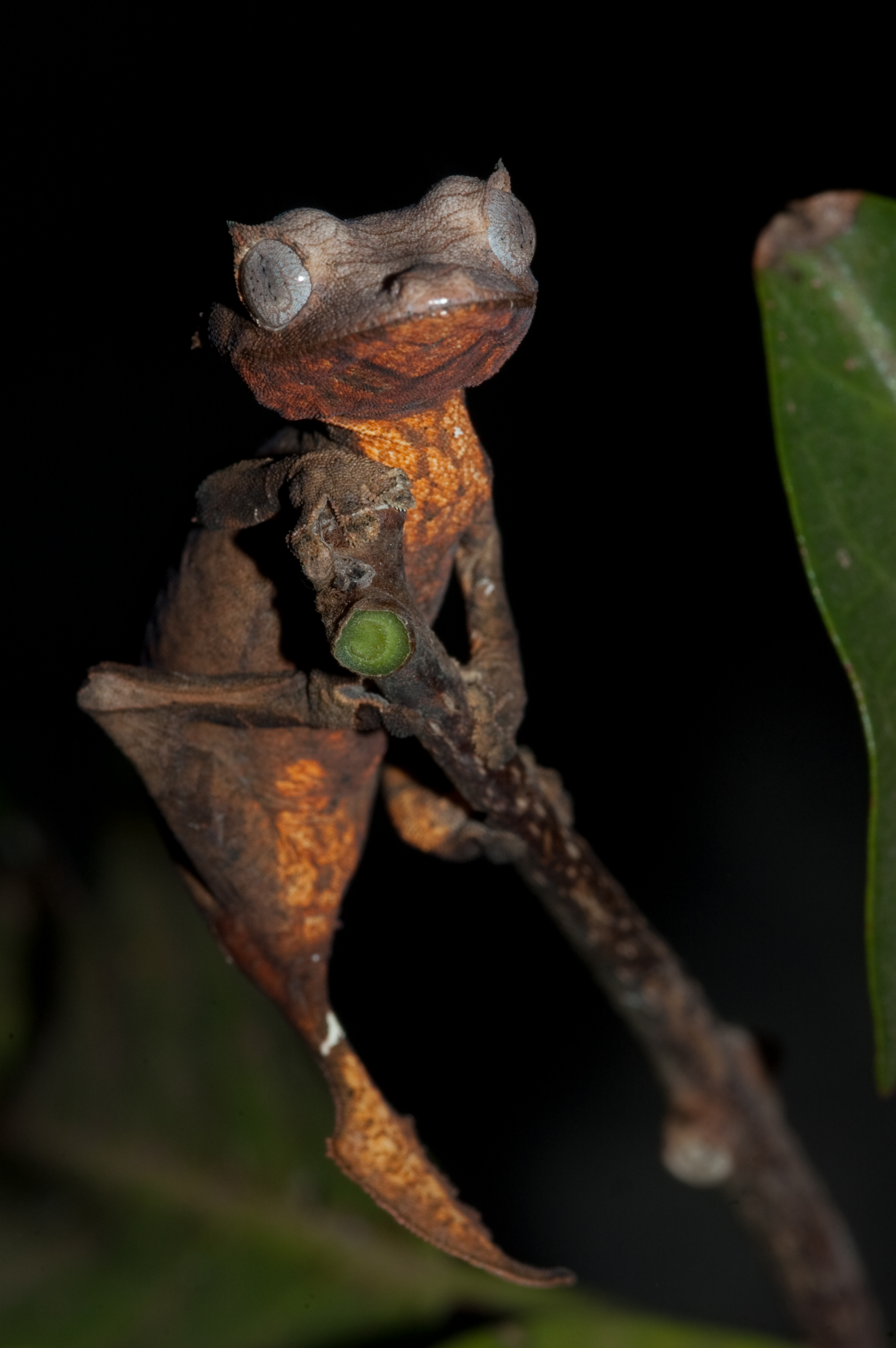
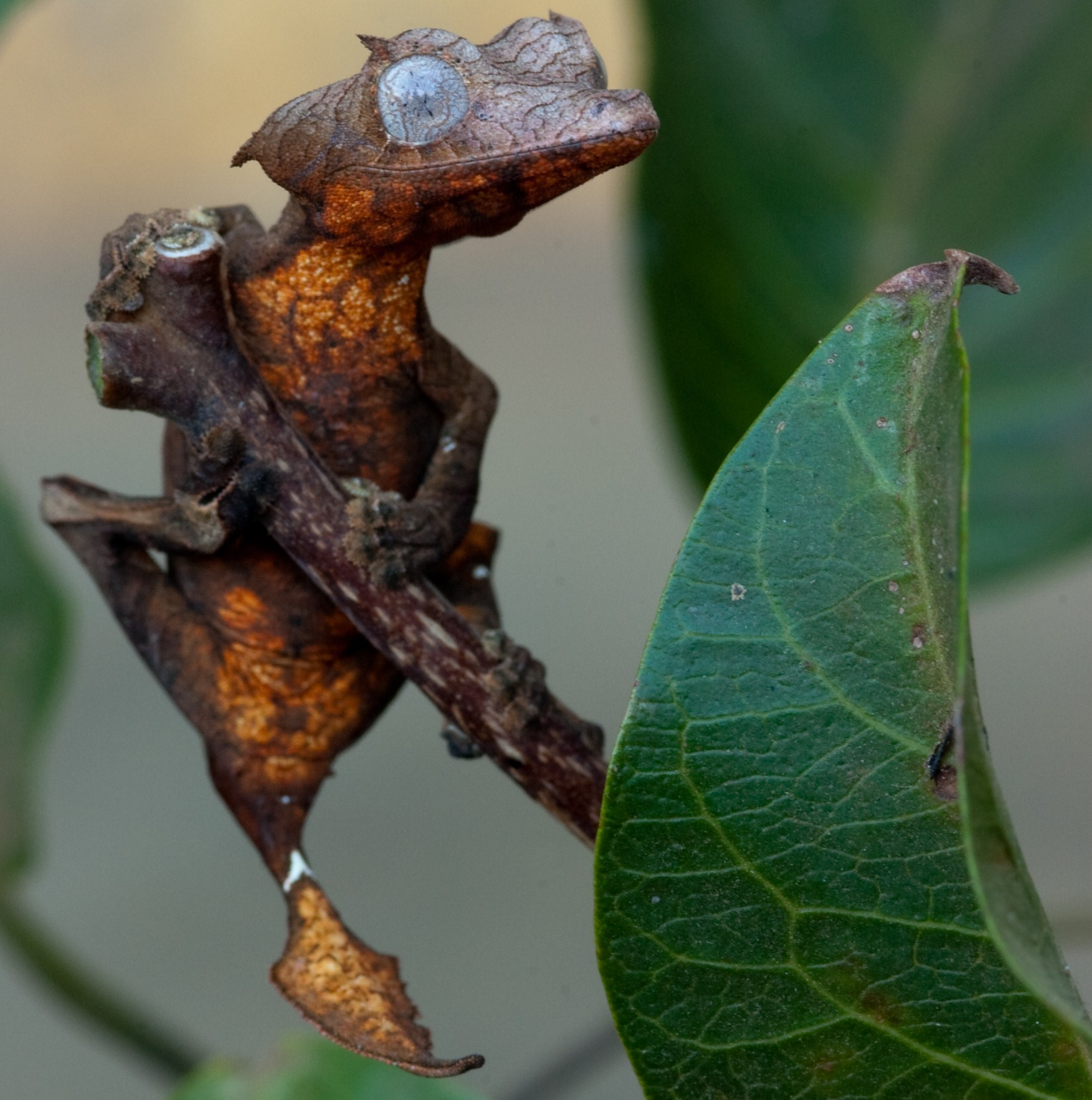
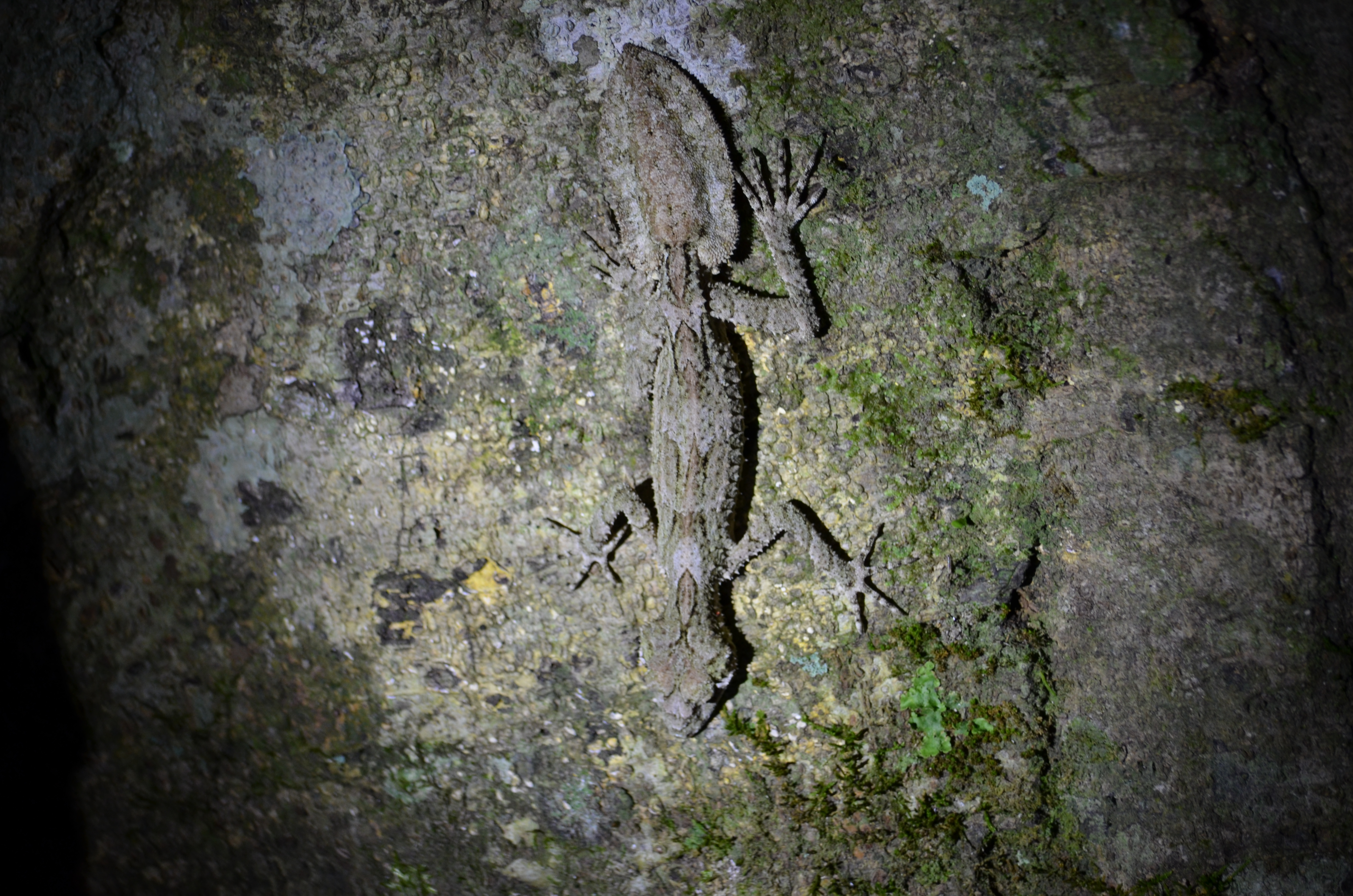